# Ołena Żerżerunowa
Ołena Wasyliwna Żerżerunowa (ukr. Олена Василівна Жержерунова; ur. 25 maja 1978 w Szakterze) – ukraińska koszykarka występująca na pozycjach silnej skrzydłowej lub środkowej, reprezentantka kraju, po zakończeniu kariery zawodniczej trenerka koszykarska.

## Osiągnięcia
Na podstawie, o ile nie zaznaczono inaczej.

### Drużynowe
- Mistrzyni:
  - Ukrainy (1998, 2001, 2002, 2005, 2006, 2015)[2][3]
  - Litwy (2003, 2004)
- Wicemistrzyni:
  - Ukrainy (1999, 2007, 2013)[4][5]
  - Węgier (2009)[6]
- Brązowa medalistka mistrzostw Ukrainy (2000)
- Zdobywczyni Pucharu Ukrainy (2007)

### Indywidualne
(* – nagrody przyznane przez portal eurobasket.com)
- Najlepsza*:
  - zawodniczka krajowa ligi ukraińskiej (2007)[4]
  - środkowa ligi ukraińskiej (2013)[5]
- Defensywna zawodniczka roku ligi ukraińskiej (2007)*[4]
- Zaliczona do*:
  - I składu:
    - ligi ukraińskiej (2013, 2015)[5][3]
    - defensywnego ligi:
      - ukraińskiej (2007)[4]
      - węgierskiej (2010)[7]

  - II składu ligi ukraińskiej (2006, 2007)[2][4]
- Liderka w:
  - zbiórkach ligi:
    - węgierskiej (2011 – 10,4)[8]
    - ukraińskiej (2013 – 12,7)[5]

  - blokach ligi ukraińskiej (2013 – 1,3)[5]

### Reprezentacja

#### Seniorska
- Uczestniczka:
  - mistrzostw Europy (1997 – 10. miejsce, 2003 – 11. miejsce, 2009 – 13. miejsce)[9][10][11]
  - kwalifikacji do Eurobasketu (1999, 2001, 2007, 2009, 2011, 2013)

#### Młodzieżowe
- Uczestniczka kwalifikacji do Eurobasketu U–18 (1996 – 12. miejsce)

### Trenerskie

#### Asystentka
- Uczestniczka mistrzostw Europy U–20 dywizji B (2018 – 7. miejsce, 2019 – 9. miejsce)[12][13]